# 奧爾梅豪森峰
72°1′S 14°38′E / 72.017°S 14.633°E
奧爾梅豪森峰（英語：Ormehausen Peak）是南極洲的山峰，位於東部南極洲的毛德皇后地，屬於帕耶山脈的一部分，是林諾爾門山的最北端，該山峰由德國的探險隊發現。